# 13e division SS Handschar
Pour les articles homonymes, voir 13e division.
La 13e division SS « Handschar » ou la division « Handschar » (dernière appellation allemande : la 13. Waffen-Gebirgsdivision der SS « Handschar » (kroatische Nr.1) ; soit en traduction littérale : « 13e division de montagne de la Waffen-SS « Handschar » (croate no 1) ») est l'une des 38 divisions de la Waffen-SS durant la Seconde Guerre mondiale.
Elle était composée presque entièrement de Bosniaques musulmans de Bosnie, alors annexée par l'État indépendant de Croatie. La division ne fut surnommée « Handschar » (en bosnien, Handžar) qu’à partir de mai 1944, en référence au cimeterre turc, usuel dans la région, cimeterre qui apparaît d'ailleurs sur l’emblème de la division.
Le grand mufti de Jérusalem, Mohammed Amin al-Husseini ainsi que le mufti de Mostar Omer Džabić (cs) participèrent activement au recrutement de ses membres.

## Nature spécifique de la division

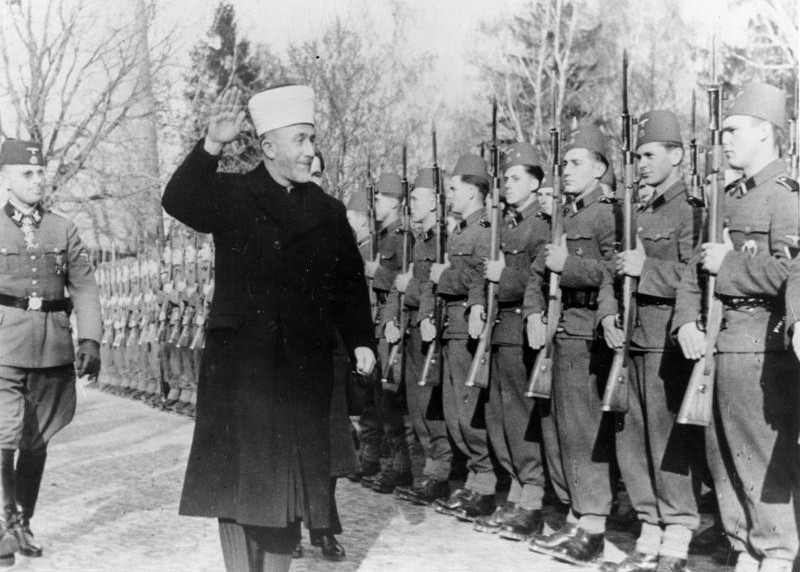
Le grand mufti de Jérusalem, Hadj Amin al-Husseini, passant en revue une unité de la 13e division SS Handschar, alors stationnée en Silésie pour entraînement (novembre 1943).

La division Handschar était composée majoritairement de musulmans bosniaques, en partie recrutés dans les rangs des milices autonomistes musulmanes malgré les réticences de l'État indépendant de Croatie d'Ante Pavelić, mais aussi composée de quelques catholiques Croates et d'Allemands (Volksdeutsche) de Croatie afin d'atteindre le nombre minimal requis de 20 000 recrues.
La formation d'une division SS musulmane peut apparaître étrange au vu des critères raciaux, physiques et psychologiques très stricts en vigueur dans la Waffen-SS. En juillet 1942, Heinrich Himmler s'inquiétait déjà de l'affaiblissement de ces critères d'incorporation. Mais le besoin de disposer de troupes toujours plus nombreuses a permis cet assouplissement. La défaite de Rommel à El-Alamein, le débarquement en Afrique du Nord et la reddition de la VIe armée de Friedrich Paulus à Stalingrad ont mené à une évolution dans la composition des divisions Waffen-SS en février 1943 avec l'approbation du Führer. Pour justifier cette décision en contradiction avec les théories qu'il défendait, Heinrich Himmler, proposant lui-même la création de cette division, prétendit que les musulmans bosniaques étaient à l'origine des Goths donc des aryens,. La propagande allemande crée également à cette occasion le terme de « germano-musulman ».
L'uniforme de la division Handschar présente deux particularités :
- le port du fez, avec la tête de mort (Totenkopf), traditionnel emblème de la SS ;
- sur le col de chemise, les Sieg Rune sont remplacées par un cimeterre (en bosnien, Handžar ; en transcription allemande : « Handschar ») et une croix gammée.

Ces particularités vestimentaires sont portées dans le carnet militaire des soldats, notamment afin de justifier du port du fez lors des permissions en Allemagne en cas de rencontres avec la Feldgendarmerie.
Contrairement aux autres divisions de la Waffen-SS, dans lesquelles la religion n'est pas prééminente, la division « Handschar » est encadrée par des imams et des mollahs, et les soldats font régulièrement les prières musulmanes. Himmler, une fois la troupe formée, s'intéresse de plus près à la religion musulmane, s'enquiert des rites et coutumes de ces soldats. Il déclare même que cette religion, qui promet le paradis aux soldats mourant dans l'honneur au combat, est bonne pour le moral des troupes.

## Histoire
Après la chute de Sarajevo, le 16 avril 1941, l'État indépendant de Croatie (Nezavisna Država Hrvatska, le NDH) est créé sur une partie des territoires des actuelles Croatie, Bosnie-Herzégovine et Serbie (la Syrmie). Ante Pavelić, chef des Oustachis, y est installé à sa tête.
Dès le 6 juin 1941, Mile Budak, ministre de la Culture et de l'Éducation du nouvel État, proclame que les musulmans sont partie intégrante du NDH en tant que Croates mahométans. Le Pavillon Meštrović (en) au centre de Zagreb est converti en mosquée sous ordre de Pavelić,.
Au même moment, les Bosniaques musulmans proclament trois fatāwa dénonçant les mesures prises par les Oustachis envers les Serbes et les Juifs, à Sarajevo en octobre 1941, à Mostar en 1941, et à Banja Luka le 12 novembre 1941.
Dès la fin 1942, le Reichsführer-SS Heinrich Himmler propose à Hitler de former une division SS musulmane en Bosnie-Herzégovine, à l'instigation du grand mufti de Jérusalem, el-Hadj Amin al-Husseini. C’est seulement le 10 février 1943 que Hitler donne son accord quant à la constitution de cette formation de la Waffen-SS. Le jour-même, Himmler charge le SS-Gruppenführer Artur Phleps, alors commandant de la division « Prinz Eugen », de mener à bien le recrutement de la nouvelle unité. Malgré les réticences des autorités croates, Artur Phleps obtient finalement de celles-ci leur accord à condition que les effectifs soient prélevés au sein des Oustachis, le parti de Pavelić, et que la nouvelle division prenne la dénomination de « SS-Ustascha Division Kroatien » voire de « division « Bosnien-Herzegovinien ». La campagne de recrutement est lancée dans le centre de la Bosnie grâce aux réseaux islamistes de la JMO et de la JMM, deux composantes politiques des bosniens musulmans[réf. nécessaire].
Très vite, cette unité de montagne prend des attributs distinctifs : cimeterre recourbé et croix gammée au col des uniformes à la place des S runiques (), port du fez, etc. Au mois d’avril 1943, le grand mufti de Jérusalem se rend sur place afin d’inciter les musulmans à rejoindre la Waffen-SS. Environ 10 000 volontaires se présentent mais le recrutement stagne face à l’obstruction de Pavelić. En effet, celui-ci accuse les Allemands de lui prendre les recrues dont il a besoin pour sa propre armée. Il suppose surtout que cette unité risque de développer certaines idées autonomistes chez les musulmans de Bosnie et remettre en cause l'unité de son État indépendant de Croatie. Finalement, ce sont les unités oustachies qui sont affectées dans les rangs de la nouvelle unité de Waffen-SS (cadres verts, bataillon de Hussein Miljkovic, etc.).
L’organisation de la nouvelle division de montagne de la Waffen-SS est confiée au SS-Standartenführer Herbert von Obwurzer (de). L’encadrement devait être assuré par des officiers musulmans mais, à défaut de ceux-ci, il est assuré par des Volksdeutsche yougoslaves (du Banat) provenant de la division « Prinz Eugen » auxquels sont adjoints des officiers musulmans formés dans les écoles de la SS, comme Sennheim (Cernay en Alsace) et la SS-Junkerschule Bad Tölz en Bavière.
Face au manque de tact de Obwurzer envers ces volontaires, il est démis de ses fonctions de commandant de la division, et remplacé par le SS-Oberführer Karl-Gustav Sauberzweig, début août 1943.
Le représentant de Himmler dans l'État indépendant de Croatie, le SS-Gruppenführer und Generalleutnant der Polizei Konstantin Kammerhofer, est chargé par celui-là de reprendre en main le recrutement. Le Reichsführer-SS lui accorde un mois pour lever les 26 000 hommes nécessaires à la constitution de la division, plus 2 millions de Reichsmarks pour relancer la campagne de recrutement. Konstantin Kammerhofer finit par convaincre Ante Pavelić, qui donne son accord quant à l’enrôlement des musulmans. Malgré tout, le nombre de volontaires demeure insuffisant et il est fait recours à la conscription (rétablie par le gouvernement croate) mais aucun recrutement forcé n'est observé, comme l'attestent les archives militaires allemandes. Des Albanais du Nord sont incorporés, ainsi que 2 800 catholiques croates, ce qui ne manque pas de provoquer des tensions au sein de l’unité. En définitive, le nombre maximal de soldats au sein de la Handschar est atteint à la fin de l'année 1943 avec 21 065 hommes.

### Entraînements et constitution finale de l'unité

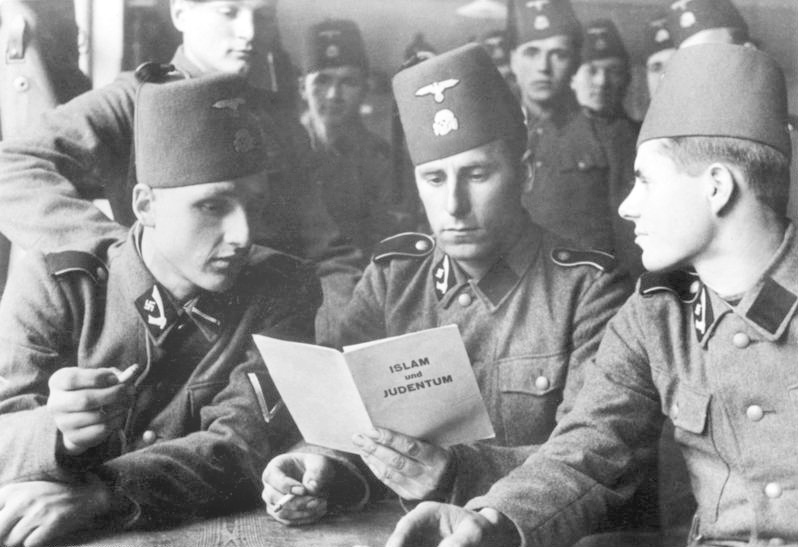
Des soldats Bosniaques de la division Handschar dans le Sud de la France lisant une brochure intitulée L'Islam et le Judaïsme (juin 1943).

Face aux risques de désertions et surtout à l’hostilité des populations locales, il est décidé que l'activité de formation des troupes ait lieu en France, se répartissant sur six départements du Massif central (Puy-de-Dôme, Cantal, Haute-Loire, Aveyron, Lozère et Corrèze) car le relief de la région est proche de celui de la Yougoslavie. Le transfert a lieu tout au long des mois de juin et juillet. Le poste de commandement de la division est installé au Puy et son dépôt à Mende.
La rude discipline imposée aux volontaires de la SS ne semble pas convenir aux jeunes Bosniens. Heinrich Himmler est amené à réagir et c’est en ce sens qu’il adresse une lettre à Artur Phleps et Konstantin Kammerhofer dans laquelle il insiste sur le fait que les musulmans « doivent être en mesure d’accomplir les préceptes de leur religion » et que les auteurs de plaisanteries à l’égard des musulmans doivent être punis : une véritable exception dans un corps national-socialiste très influencé par la mystique germano-païenne.
Les musulmans de l'unité sont autorisés à suivre les préceptes de l'islam. Il fait donner des cours de cuisine sans porc ni alcool aux services de ravitaillement ; des vivres de remplacement leur sont attribués (selon la directive de Himmler). Les impératifs religieux acceptés sont : la prière cinq fois par jour en étant tourné vers La Mecque, l’encadrement religieux, soit un mollah (docteur de la loi coranique) par régiment et un imam (chef religieux) par bataillon. Le 6 août 1943, Hitler promulgue les dispositions suivantes :
« On doit garantir, à tous les membres musulmans de la Waffen-SS et de la police, le droit indiscutable prévu par leur religion, à ne pas manger de la viande de porc et à ne pas boire de boissons alcooliques. Il faudra leur garantir des menus équivalents. (…) Je ne veux pas que, par la stupidité et l'étroitesse d'esprit de quelques individus isolés, un seul de ces héroïques volontaires eut à ressentir une gêne et à se croire privé des droits qui leur ont été assurés. (…) J’ordonne que chaque infraction à ces dispositions soit punie sans la moindre hésitation et qu'on m'en rende compte ».
La 6e division SS Nord a reçu l'ordre de l'Office principal de commandement SS (SS-Führungshauptamt, SS-FHA) de céder une partie de son armement et de son personnel pour la constitution de la 13e division SS Handschar mais aussi pour la 9e division SS Hohenstaufen et la 10e division SS Frundsberg au grand dam de la 20e armée dont la 6e division SS Nord faisait partie en Scandinavie.

### La mutinerie de Villefranche-de-Rouergue (17 septembre 1943)
Dans la nuit du 16 au 17 septembre 1943, un peu après minuit, pendant que l'un des bataillons de la division (le SS-Gebirgs-Pionier-Bataillon 13) est en garnison à Villefranche-de-Rouergue, en France, un groupe de recrues menées par Ferid Džanić (en), Eduard Matutinović, Luftija Dizdarević et Nikola Vukelić organise une mutinerie (acte de rébéllion né d'une prise de conscience). Ils séquestrent la plupart des Allemands et exécutent cinq officiers allemands. Apparemment, les mutins ont cru que beaucoup de soldats les rejoindraient, ce qui n'est pas le cas. La révolte est réprimée avec l'assistance du SS-imam Halim Malkoč et du Dr Schweiger. Environ vingt des rebelles sont exécutés sommairement ou à l'issue d'un procès. Les Allemands sont convaincus qu'il s'agissait de communistes ayant infiltré l'unité dans le but de la désorganiser. Selon Louis Érignac, Villefranche-de-Rouergue est la première ville libre de la France occupée. Le Reichsführer-SS Heinrich Himmler décerne personnellement au Dr Schweiger la croix de fer et au SS-imam Halim Malkoč, la croix de fer (2e classe).
Il semble que la mutinerie ait été provoquée par le non-respect des engagements pris par les autorités nazies avec le déplacement de la division en France. L’examen de la révolte montre qu’il s’agit essentiellement d’une protestation contre les mauvaises conditions de vie et non pas d’une révolte contre l'idéologie de l'Allemagne hitlérienne.
Quand la ville est libérée l'année suivante, les habitants décident de rendre hommage aux mutins en appelant une de ses rues « avenue des Croates ».

### Retour en Bosnie
À la fin du mois de septembre 1943, les premières unités commencent à quitter la France, les autres suivent durant le mois d’octobre. Elles prennent leurs quartiers à Neuhammer, en Silésie, pour y parfaire leur entraînement. Heinrich Himmler intervient personnellement pour empêcher l'envoi de la division en Bosnie malgré l'ordre de l'Oberkommando der Wehrmacht. Cela permet à la division de poursuivre son entraînement encore plusieurs mois.
En décembre, la division est envoyée en Autriche, elle y stationne jusqu’à son retour dans les Balkans en février 1944.
Février 1944 : la division stationne en Bosnie centrale. Elle est rattachée à la 2. Panzerarmee du groupe d’armées F, son poste de commandement est situé à Brčko, dans le Nord de la Bosnie. Les Bosniaques sont engagés dans des opérations de lutte contre les partisans dirigés par Tito dans le secteur de Vinkovci (40 kilomètres au nord de Brčko). La division est alors rattachée au 5e corps de montagne de la SS (V. SS-Gebirgs-Korps).
Les opérations de lutte anti-partisans menées par les SS musulmans se poursuivent jusqu’en septembre 1944, notamment dans la région de Mostar-Sarajevo et dans le sandžak de Novi Pazar. Les troupes SS se distinguent dans des opérations de combat contre les partisans communistes et dans des opérations de représailles contre les civils serbes, faisant de plusieurs centaines de morts à quelques milliers parmi ces civils. Plusieurs centaines des membres de la division participent également aux massacres contre des Juifs.
Karl-Gustav Sauberzweig étant appelé à commander le futur corps de montagne SS musulman, le commandement de la « Handschar » est alors confié au SS-Standartenführer Desiderius Hampel (en) au mois de juin 1944. La Handschar repasse durant cette même période sous contrôle du V. SS-Gebirgs-Korps, pour rejoindre à la fin septembre-début octobre le « IX. Waffen-Gebirgs-Korps der SS » avec la nouvelle division « croate » musulmane, la « Kama ». Début octobre 1944, le commandement SS prend la décision de se séparer de ses volontaires musulmans en tant qu'unité constituée.
De retour en Bosnie, les conditions de vie sont directement à l’origine de la désertion massive qui existe dans cette division, évaluée à près du quart des effectifs.

### Éclatement de l'unité et dispersion
Octobre 1944 : l’Armée rouge pénètre en Serbie, permettant aux Partisans sous le commandement de Tito de prendre l'avantage. Les désertions au sein de l’effectif croate musulman se multiplient ; de nombreux soldats désertent pour retrouver et protéger leurs familles restées en Bosnie et en Croatie. Un accord de Tito amnistie partiellement les volontaires musulmans qui rejoignent les rangs de l'Armée populaire de libération yougoslave communiste.
Le 11 octobre, les volontaires musulmans sont réorganisés et dispersés au sein de diverses unités de la Waffen-SS (dont la 7e division SS Prinz Eugen) ; et la mutinerie du 17 octobre (touchant aussi la 23e division SS « Kama »), à la veille de la libération de Belgrade le 20, marque la fin officielle de la division SS musulmane « Handschar » en tant que division constituée.

## Liste des commandants successifs
| Début        | Fin          | Grade            | Nom                       |
| ------------ | ------------ | ---------------- | ------------------------- |
| 9 mars 1943  | 9 août 1943  | Standartenführer | Herbert von Obwurzer (de) |
| 9 août 1943  | 19 juin 1944 | Brigadeführer    | Karl-Gustav Sauberzweig   |
| 19 juin 1944 | 8 mai 1945   | Brigadeführer    | Desiderius Hampel (en)    |

## Désignations successives
La division devait être nommée SS Ustasa Division puisque cette formation ne devait pas tant être une division SS qu'une unité croate levée avec l'aide des SS. Ses régiments devaient recevoir des noms régionaux tels que Bosna, Krajina, Una, etc.
Les noms effectifs utilisés pour la division ont été les suivants :
- 1er mars 1943 : Kroatische SS-Freiwilligen-Division ; traduction en français : « division croate de volontaires SS » ;
- 2 juillet 1943 : Kroatische SS-Freiwilligen-Gebirgsdivision ; traduction en français : « division de montagne croate de volontaires SS » ;
- 9 octobre 1943 : SS-Freiwilligen Bosnien-Herzegowina Gebirgsdivision (Kroatien) ; traduction en français : « division de montagne de volontaires SS de Bosnie-Herzégovine (Croatie) » ;
- 22 octobre 1943 : 13. SS-Freiwilligen Bosnien-Herzegowina Gebirgsdivision (Kroatien) ; traduction en français : « 13e division de montagne de volontaires SS de Bosnie-Herzégovine (Croatie) » ;
- 15 mai 1944 - 8 mai 1945 : 13. Waffen-Gebirgsdivision der SS „Handschar“ (Kroatische Nr.1) ; traduction en français : « 13e division de montagne de la Waffen-SS « Handschar » (croate no 1) ».

## Hymne de division
Sur l'air de Wir fahren gegen Engelland :
Sa Pjesmom u Boj

Pjesma jeci, sva se zemlja trese, 

SS-vojska stupa roj u roj, 

SS-vojska sveti barjak vje.

SS-vojska sve za narod svoj.

Daj mi ruku ti, draga Ivana, 

Oj s Bogom sad, oj s Bogom sad, oj s Bogom sad

idem branit, idem branit, idem branit mili, 

Rodni kraj, rodni kraj.

U boj smjelo vi SS-junaci

Pokazite domovini put!

Podjite putem slavnih pradjedova

Dok ne padne tiran klet i ljut.

Ljubav nasa nek u srdcu plamti, 

I sa pjesmom podjimo u boj.

Za slobodu mile domovine

Svaki rado datce zivot svoj.
Dans la bataille en chanson

Une chanson est dans l'air, la terre entière tremble,

Les colonnes de SS marchent au pas,

Les SS agitent les bannières sacrées.

Les SS font tout pour le peuple.

Donne-moi la main, chère Ivana,

Suis Dieu maintenant, suis Dieu maintenant, suis Dieu maintenant

Je défendrai, je défendrai, je défendrai ma bien-aimée

Patrie, patrie

Les SS sont des héros dans la bataille

Montre le chemin à notre patrie

Suis la route de nos glorieux aïeux

Jusqu'à ce que tombe la tyrannie, maudite et amère

Que l'amour brûle en nos cœurs

Et sur une chanson entrons dans la bataille

Pour libérer notre bien-aimée patrie

Pour laquelle chacun sacrifierait sa vie.